# 成政酒造
成政酒造株式会社（なりまさしゅぞう）は、富山県南砺市にある清酒などを製造・販売する日本の酒造メーカー。

## 概要
主力商品である『成政』は、戦国時代に越中国主であった佐々成政が槍で土を突いて水を湧出させた場所に酒蔵が設置されたことに由来している。
日本酒トラスト運動として知られる『成政トラスト吟醸の会』がある。

## 歴史
- 1894年 - 創業[2]
- 1951年9月21日 - 設立[1]。
- 2024年10月2日 - 2種類の野生酵母（富山県高岡市産の二条大麦麦芽から採集された酵母および栃木県足利市にある『ココ・ファーム・ワイナリー』の自然発酵ワインより分離した『ccPTM18』）を用いた清酒『尾仲』をクラウドファンディングサイト『Makuake』にて発売[4]。

## 本社・工場
〒939-1676 富山県南砺市館418番地